# Monsols
Monsols és un municipi francès situat al departament del Roine i a la regió d'Alvèrnia-Roine-Alps. L'any 2007 tenia 990 habitants.

## Demografia

### Població
El 2007 la població de fet de Monsols era de 990 persones. Hi havia 386 famílies de les quals 116 eren unipersonals (36 homes vivint sols i 80 dones vivint soles), 123 parelles sense fills, 115 parelles amb fills i 32 famílies monoparentals amb fills.
La població ha evolucionat segons el següent gràfic:
Habitants censats

### Habitatges
El 2007 hi havia 492 habitatges, 387 eren l'habitatge principal de la família, 73 eren segones residències i 32 estaven desocupats. 372 eren cases i 119 eren apartaments. Dels 387 habitatges principals, 222 estaven ocupats pels seus propietaris, 146 estaven llogats i ocupats pels llogaters i 19 estaven cedits a títol gratuït; 10 tenien una cambra, 31 en tenien dues, 56 en tenien tres, 104 en tenien quatre i 187 en tenien cinc o més. 298 habitatges disposaven pel capbaix d'una plaça de pàrquing. A 175 habitatges hi havia un automòbil i a 148 n'hi havia dos o més.

### Piràmide de població
La piràmide de població per edats i sexe el 2009 era:
| Homes | Edats   | Dones |
| ----- | ------- | ----- |
| 4     | 95 o +  | 0     |
| 0     | 90 a 94 | 4     |
| 4     | 85 a 89 | 8     |
| 12    | 80 a 84 | 4     |
| 16    | 75 a 79 | 20    |
| 16    | 70 a 74 | 28    |
| 36    | 65 a 69 | 12    |
| 8     | 60 a 64 | 24    |
| 12    | 55 a 59 | 20    |
| 8     | 50 a 54 | 24    |
| 36    | 45 a 49 | 32    |
| 32    | 40 a 44 | 24    |
| 24    | 35 a 39 | 24    |
| 44    | 30 a 34 | 40    |
| 32    | 25 a 29 | 36    |
| 12    | 20 a 24 | 20    |
| 48    | 15 a 19 | 16    |
| 32    | 10 a 14 | 44    |
| 44    | 5 a 9   | 28    |
| 32    | 0 a 4   | 20    |

## Economia
El 2007 la població en edat de treballar era de 629 persones, 448 eren actives i 181 eren inactives. De les 448 persones actives 425 estaven ocupades (223 homes i 202 dones) i 23 estaven aturades (13 homes i 10 dones). De les 181 persones inactives 34 estaven jubilades, 38 estaven estudiant i 109 estaven classificades com a «altres inactius».

### Ingressos
El 2009 a Monsols hi havia 378 unitats fiscals que integraven 947 persones, la mediana anual d'ingressos fiscals per persona era de 15.089 €.

### Activitats econòmiques
Dels 47 establiments que hi havia el 2007, 1 era d'una empresa extractiva, 5 d'empreses alimentàries, 2 d'empreses de fabricació d'altres productes industrials, 10 d'empreses de construcció, 10 d'empreses de comerç i reparació d'automòbils, 2 d'empreses de transport, 5 d'empreses d'hostatgeria i restauració, 3 d'empreses financeres, 2 d'empreses immobiliàries, 1 d'una empresa de serveis, 4 d'entitats de l'administració pública i 2 d'empreses classificades com a «altres activitats de serveis».
Dels 20 establiments de servei als particulars que hi havia el 2009, 1 era una oficina d'administració d'Hisenda pública, 1 gendarmeria, 1 oficina de correu, 2 oficines bancàries, 2 tallers de reparació d'automòbils i de material agrícola, 1 paleta, 2 guixaires pintors, 2 fusteries, 1 lampisteria, 1 electricista, 1 empresa de construcció, 2 perruqueries, 1 veterinari i 2 restaurants.
Dels 7 establiments comercials que hi havia el 2009, 1 era una botiga de més de 120 m², 1 una botiga de menys de 120 m², 2 fleques, 1 una carnisseria, 1 un drogueria i 1 una floristeria.
L'any 2000 a Monsols hi havia 23 explotacions agrícoles que ocupaven un total de 407 hectàrees.

## Equipaments sanitaris i escolars
L'únic equipament sanitari que hi havia el 2009 era una farmàcia.
El 2009 hi havia una escola elemental. Monsols disposava d'un col·legi d'educació secundària amb 172 alumnes.

## Poblacions més properes
El següent diagrama mostra les poblacions més properes.